# Bâle II
Les normes Bâle II (le second accord de Bâle) constituent un dispositif prudentiel destiné à mieux appréhender les risques bancaires et principalement le risque de crédit ou de contrepartie et les exigences, pour garantir un niveau minimum de capitaux propres, afin d'assurer la solidarité financière. Ces directives ont été préparées depuis 1988 par le Comité de Bâle, sous l'égide de la Banque des règlements internationaux et ont abouti à la publication de la Directive CRD.
Les normes de Bâle II devraient remplacer les normes mises en place par Bâle I en 1988 et visent notamment à la mise en place du ratio McDonough destiné à remplacer le ratio Cooke. En 2010, le minimum de fonds propres Tiers-I requis par les accords de Bâle est de 4 % mais les investisseurs exigent plutôt des banques un ratio supérieur à 10 %. Face aux 500 milliards d'euros de produits dérivés et aux risques hors bilan qu'ils représentent, la révision des normes bancaires Bâle III est en cours.
Suivant le même canevas, les normes Solvabilité II concernent le secteur de l'assurance et de la réassurance ; elles ont été édictées en 2009 et ont pris effet au 1er janvier 2016.

## Les accords de Bâle et le ratio Cooke
En 1988, le Comité de Bâle, composé des gouverneurs des banques centrales de 13 pays de l'OCDE publie les premiers « Accords de Bâle », ensemble de recommandations dont le pivot est la mise en place d'un ratio minimal de fonds propres par rapport à l'ensemble des crédits accordés, le ratio Cooke.
Ainsi sont définies les notions de :
- fonds propres réglementaires ;
- et d'ensemble des engagements de crédit.

Ces deux notions étant rigoureusement précisées par rapport à un système comptable (comptes concernés, pondérations éventuelles).
Le rapport des deux valeurs ne doit alors pas être inférieur à 8 % dans les propositions des Accords de Bâle.
Il ne s'agit que de recommandations, charge à chaque État membre (et à tout autre État intéressé) de les transposer dans son droit propre. Ainsi, en France est appliqué depuis le 1er janvier 1993 le ratio de solvabilité européen (directive 89/647/CEE du 18 décembre 1989), traduite dans le droit français par le règlement 91-05 du Comité de la réglementation bancaire et financière et l'instruction 91-02 de la Commission Bancaire. 
En 2008, les accords de Bâle sont appliqués dans plus d'une centaine de pays.

## Les accords de Bâle II et le ratio McDonough

### Présentation
La grande limite du ratio Cooke, et donc des réglementations issues des premiers accords de Bâle, est liée à la définition des engagements de crédit. La principale variable prise en compte était le montant du crédit distribué. À la lumière de la théorie financière moderne, il apparaît qu'est négligée la dimension essentielle de la qualité de l'emprunteur, et donc du risque de crédit qu'il représente.
Le Comité de Bâle a proposé en 2004 un nouvel ensemble de recommandations, au terme duquel sera définie une mesure plus pertinente du risque de crédit, avec en particulier la prise en compte de la qualité de l'emprunteur, y compris par l'intermédiaire d'un système de notation financière interne propre à chaque établissement (dénommé « IRB » pour Internal Rating Based). 
Le nouveau ratio de solvabilité est le ratio McDonough, du nom du président du Comité de Bâle à ce moment-là, William J. McDonough.
Les recommandations de Bâle II s'appuient sur trois piliers (terme employé explicitement dans le texte des accords) :
- l'exigence de fonds propres (ratio de solvabilité McDonough) ;
- la procédure de surveillance de la gestion des fonds propres ;
- la discipline du marché (transparence dans la communication des établissements).

### Pilier I: l'exigence de fonds propres
L'exigence de fonds propres affine l'accord de 1988 et cherche à rendre les fonds propres cohérents avec les risques encourus par les établissements financiers. Parmi les nouveautés, signalons la prise en compte des risques opérationnels (fraude et pannes de système) et des risques de marché, en complément du risque de crédit ou de contrepartie.
Cette exigence fait passer d'un ratio Cooke où
Fonds propres de la banque > 8 % des risques de crédits
à un ratio McDonough où 
Fonds propres de la banque > 8 % des (risques de crédits (85 %) + de marché (5 %) + opérationnels (10 %))
De plus, le calcul des risques de crédits se précise par une pondération plus fine des encours (l'encours pondéré = RWA) avec une prise en compte :
- du risque de défaut de la contrepartie (le client emprunteur) ;
- du risque sur la ligne de crédit (type de crédit, durée, garantie) de l'encours.

Ces risques s'expriment par des probabilités :
PD : Probabilité de défaut qui dépend des caractéristiques de la contrepartie (société X) et non de la seule catégorie à laquelle se rattache l'emprunteur (par exemple grandes entreprises)
LGD : Taux de perte en cas de défaut qui dépend des caractéristiques du crédit accordé
qui s'appliquent sur l'encours à un an du client : l'EAD (exposition au moment du défaut).
Pour le risque de crédit, les banques peuvent employer différents mécanismes d'évaluation :
- La méthode dite « standard » consiste à utiliser des systèmes de notation fournis par des organismes externes (agences de notation).
- Les méthodes plus sophistiquées (méthodes IRB) avec la méthode dite IRB-fondation et celle dite IRB-avancée impliquent des méthodologies internes et propres à l'établissement financier d'évaluation de cotes ou de notes, afin de peser le risque relatif du crédit.

Ainsi, en méthode standard, les PD et les LGD sont imposés par le régulateur (ACPR en France, par exemple), soit directement pour la LGD, soit en imposant un organisme de notation (Cotation BDF, Standard & Poor's...)
En méthode IRB-fondation, la banque estime sa PD et le LGD reste imposé par le régulateur. En méthode IRB-avancée, la banque maîtrise toutes ses composantes.
Le choix de la méthode permet à une banque d'identifier ses risques propres en fonction de sa gestion. Une banque qui voudrait être au plus près de sa réalité tendra vers le choix d'une méthode avancée. Mais en contrepartie, l'investissement est d'autant plus important : la détermination d'une LGD demande ainsi la gestion et l'historisation de plus de 150 données mensuelles sur un minimum de cinq ans sur chacun des crédits accordés.
Le calcul du risque de crédit est alors :
RWA = f(PD;LGD) x EAD  où f respecte une loi normale. Ce risque ainsi calculé est le risque inattendu.
Il se complète du calcul d'une perte attendue (Expected Loss) :
EL = PDxLGDxEAD
Dans le ratio : 
Fonds propres pris en compte / ( Risque de crédit + Risque opérationnel + Risque de Marché )  > 8 %
la somme des RWA de chacun des clients composera le risque de crédit.
La méthodologie mise en place pour évaluer l'EAD est appelée EEPE.
Les fonds propres pris en compte sont les fonds propres comptables réduits de l'insuffisance des provisions individuelles sur les clients comparées à leur perte attendue. Or, aucune banque ne provisionne un « très bon client » alors que pour ce même client, il existe déjà une perte attendue. Inversement, un client au contentieux mais dont tous les crédits seraient garantis par des garanties réelles, valorisée au-dessus de l'encours de crédit (par exemple, un prêt de 100 000 euros contre-garanti par 200 000 euros de placements) entraîne en méthode IRB-fondation une perte attendue de 45 000 euros. Il existe ainsi des différentiels entre perte attendue et provisions qui affectent le ratio par les fonds propres (le numérateur) 1/8 % soit 12 fois plus que l'encours de crédit pondéré (le dénominateur).

#### Critiques des méthodes
Des mesures produites par un oligopole privé
Certains experts tels que les économistes du World Pensions Council considèrent que les recommandations de Bâle II, transposées en droit européen par la directive dite “fonds propres réglementaires” entrée en application en 2008, ont obligé les banques européennes et la Banque centrale européenne à recourir plus que jamais aux estimations standardisées du “risque crédit” commercialisées par deux agences de notation américaines. Ils estiment qu'à de nombreux égards, Moody’s et S&P forment un duopole privé dérégulé particulièrement opaque, institutionnalisé et entretenu par des pouvoirs publics passifs qui lui ont donné en fermage des pans entiers de leur pouvoir de régulation...
Les méthodes proposées
Il existerait un décalage entre réglementation bancaire, pratiques sur le marché bancaire et suivi des risques que ce dernier représente. Complexité des normes et investissement dans le système d'évaluation des risques doivent en théorie permettre une économie de fonds propres pour la banque. 
Cependant, certaines limites de la réglementation de Bâle rendent plus difficile d'obtenir cet avantage.
Exemples
- La systématisation de la définition des clients douteux : quel que soit son encours de crédit, son niveau d'activité et même intrinsèquement sa solvabilité, un client est douteux dès qu'il dépasse de 1 euro son autorisation de crédit pendant 90 jours consécutifs. Ainsi des clients ayant des engagements de dizaines de millions d'euros garantis par autant de SICAV peuvent avoir un compte débiteur pour 100 euros de commissions et devenir douteux.

- Un client dispose historiquement d'une ligne d'engagement de livrer des fonds à terme à une de ses filiales que vous contre-garantissez par un Engagement par signature. Cet engagement par signature, ici une caution, est lui-même contre-garanti par des SICAV détenus à la banque. En cas de défaut, la banque règle l'engagement du client envers sa filiale, mais en contrepartie se rembourse par le produit de la vente des SICAV. Ce client n'est pas insolvable. Si la commission de quelques centaines d'euros est facturée pendant ses vacances, son compte devient débiteur. Si le débit n'est pas régularisé dans les 90 jours, l'encours client devient douteux.

- L'accroissement du nombre de défauts entraîne donc lors des recalibrages des PD, un accroissement des taux de PD sans pour autant refléter un accroissement des pertes finales. Dans ce cas, en méthode IRB-avancée, l'accroissement des PD entraîne une réduction des LGD (de façon à conserver un EL proche de la perte finale constatée, donc stable), mais la méthode IRB-fondation ne propose qu'une hausse des PD avec stabilité de la LGD à 45 % (fixée par le régulateur).

Finalement, la méthode IRB-fondation est sur-consommatrice de fonds propres par rapport au ratio Cooke, via le dénominateur du ratio (pour environ 15 % à 50 % [réf. nécessaire]). 
L'application et le suivi des risques
Bâle II n'est plus qu'un simple ratio réglementaire (pilier 1), mais dépasse le ratio Cooke en imposant un suivi exhaustif (pilier 2), une communication et une information financière (pilier 3).
Au sein du pilier 2, la séparation des services de « décision et contrôles » (des sièges bancaires et des « ex-direction des engagements ») en deux activités spécifiques est délicate, coûteuse au regard du coefficient d'exploitation et incohérente avec le métier (division du travail et méconnaissance des fonds de commerce des banques que représentent les agences[réf. nécessaire]).
La détermination statistique du défaut
Le métier de banquier est celui d'accepter des risques rentables et si possibles non avérés.
Une classification, peut-être mathématiquement simpliste, montre que parmi les offres de crédits à court terme proposées aux clients, le découvert est plus risqué que la cession Dailly, laquelle est plus risquée que l'escompte de papier acceptée.
Dans la pondération des LGD en méthode avancée, ces résultats statistiques peuvent être renversés du fait du caractère moins sensible au risque des populations auxquelles ils sont offerts... les produits moins risqués. Ainsi, il est possible d'afficher un LGD à 40 % pour l'escompte et à 35 % pour le découvert. Paradoxalement, la réglementation pousse à proposer le découvert à un client moyennement solvable, ce qui cumule un risque client et un risque crédit. 
Ces exemples reflètent les limites statistiques des méthodes d'évaluation des risques qui butent sur une problématique de granularité, mais aussi s'opposent aux "bonnes pratiques" prudentielles des banquiers qui pour limiter leurs risques accordent aux clients les moins solvables des crédits plus sécurisés (et donc "dégradent la LGD de ces crédits).
Les impossibilités techniques
Depuis la création des OPCVM, aucune n'est tombée en défaut. Pourtant le texte de Bâle II impose en cas d'impossibilité de noter le sous-jacent final de l'OPCVM de considérer le RWA associé en méthode IRB, comme étant de 370 %. En d'autres termes, si la banque ne peut prouver l'exact composante du risque, elle doit compenser par des fonds propres. Or, les banques ne communiquent pas sur les sous-jacents des OPCVM, leur risque au regard de la consommation de fonds propres est donc supérieur à celui d'un crédit risqué.

### Pilier II: la procédure de surveillance de la gestion des fonds propres
Comme les stratégies des banques peuvent varier quant à la composition de l'actif et la prise de risques, les banques centrales auront plus de liberté dans l'établissement de normes face aux banques, pouvant hausser les exigences de capital là où elles le jugeront nécessaires.
Cette partie examine les principes essentiels de la surveillance prudentielle et comporte des recommandations concernant la gestion des risques ainsi que la transparence et la responsabilité prudentielle.
Cette nécessité s'appliquera de deux façons :
1. Validation des méthodes statistiques employées au pilier 1 (back testing) : La banque devra prouver a posteriori la validité de ses méthodes définies a priori en fonction de ses données statistiques et cela sur des périodes assez longues (5 à 7 ans). Elle devra en outre être capable de "tracer" l'origine de ses données.
2. Test de validité des fonds propres en cas de crise économique : La banque devra prouver que sur ses segments de clientèle, ses fonds propres sont suffisants pour supporter une crise économique touchant l'un ou tous de ces secteurs.

La commission bancaire pourra en fonction de ces résultats imposer la nécessité de fonds propres supplémentaires.

### Pilier III: la discipline de marché
Des règles de transparence sont établies quant à l'information mise à la disposition du public sur l'actif, les risques et leur gestion.
L'application de Bâle II est une puissante machine qui « formate » les données de gestion d'une banque.
Ses conséquences sont de trois ordres au niveau du pilier III :
1. Uniformisation des bonnes pratiques bancaires : quelle que soit la banque et quelle que soit la réglementation qui la régit (droits nationaux) les pratiques doivent être transparentes et uniformisées.
2. Les bases mises en place pour ce calcul sont une puissante source de données de gestion, qui réconcilient les vues risques, comptables et financières ;
3. Transparence financière : les analystes trouveront une lecture des portefeuilles de risque identique pour toute banque dans tous pays.

## Calendrier de mise en place
En ce qui concerne l'Union européenne (et donc l'ensemble des États membres) :
- 26 juin 2004 : publication des recommandations dites « Bâle II » ;
- 1er janvier 2006 : Les établissements de crédit calculent en parallèle le ratio Cooke (Bâle I) et le ratio McDonough (Bâle II) ;
- 14 juin 2006 : adoption de la directive européenne (dite CRD) de traduction de l'accord ;
- 1er janvier 2007 : entrée en vigueur de la directive européenne pour les approches standards et notation interne fondation ;
- 1er janvier 2008 : entrée en vigueur de la directive pour l'approche notation interne avancée.

## Sources